# Литовская демократическая партия
Литовская демократическая партия (лит. Lietuvių demokratų partija, LDP) — политическая партия в Литве. Первоначально она была основана в 1902 году и издавала газеты «Lietuvos ūkininkas» (1905—1918) и «Lietuvos žinios» (1909—1915). Во время Первой мировой войны партия раскололась на несколько других и была распущена в 1920 году. В 1989 году была создана новая партия под тем же названием.

## История

### Первоначальная партия
Партия была основана 17 октября 1902 года в имении графа Владимира Зубова в Дабикине близ Акмяне активистами издательства «Varpas». В 1906 году была принята её политическая программа, подготовленная Казисом Гринюсом, Йонасом Вилейшисом, Повиласом Вишинскисом, Йонасом Борткявичюсом и Юргисом Шаулисом. Целью партии было определение статуса автономии для этнической Литвы в составе Российской империи. Местное управление согласно их программе должно было быть передано приходским комитетам, которые могли бы собирать налоги. Она также поддерживала образование и кооперацию, содействовала участию в общественной жизни и выступала за национальное единство. Партия поддерживала зажиточных крестьян, поэтому во время Великого Вильнюсского Сейма 1905 года она выступала против земельной реформы, которая конфисковала бы землю у крупных помещиков и раздала бы её мелким крестьянам. После сейма Литовская демократическая партия спонсировала создание Литовского союза крестьян, который первоначально был её филиалом. Один из членов ЛДП основал Литовскую национал-демократическую партию (лит. Tautiškoji lietuvių demokratų partija), которую возглавил Йонас Басанавичюс.
Новая программа Альбинаса Римки была принята в 1914 году, и партия была переименована в Демократическую партию Литвы (лит. Lietuvos demokratų partija). Некоторые члены партии, в том числе Петрас Леонас и Андрюс Булота, были избраны в Государственную думу Российской империи.
Во время Первой мировой войны многие её активисты эвакуировались в Россию. В 1917 году, правое крыло образовало Литовскую социал-демократическую народную партию (лит. Lietuvos socialistų liaudininkų demokratų partija); другое крыло сформировало Литовскую социалистическую народную партию (лит. Lietuvos socialistų liaudininkų partija). ЛДП, оставшаяся в Литве, по существу бездействовала, но всё ещё официально существовала. Два её члена, Юргис Шаулис и Пятрас Вилейшис, были избраны в Совет Литвы, который в феврале 1918 года принял Акт о независимости Литвы. Совет прекратил своё существование в мае 1920 года, когда его сменил Учредительный Сейм Литвы. ЛДП была официально распущена 15 мая 1920 года.

### Новая партия
4 февраля 1989 года была создана новая Литовская демократическая партия под председательством Саулюса Печелюнаса. Она получила три места на выборах в Верховный Совет в 1990 году. Она заключила союз с Литовской христианско-демократической партией и Союзом политических заключённых и ссыльных Литвы для участия в выборах 1992 года, на которых этот альянс получил в общей сложности 18 мест.
ЛДП участвовала в выборах 1996 года в альянсе с Литовским националистическим союзом. Этот альянс получил всего шесть мест, а ЛДП — два. На выборах 2000 года ЛДП баллотировалась в составе объединения «Молодой Литвы», Нового национального союза и Литовской партии политических заключённых. Однако ему не удалось завоевать ни одного места.